# Maillé (Vendeia)
Maillé é uma comuna francesa na região administrativa da Pays de la Loire, no departamento de Vendéia. Estende-se por uma área de 17,66 km². Em 2010 a comuna tinha 767 habitantes (densidade: 43,4 hab./km²).